# Barbara Schneider-Taylor
Barbara Schneider-Taylor (geb. Schneider, * 1960; † 10. Juni 2018) war eine deutsche Pädagogin, Bildungswissenschaftlerin und Hochschullehrerin.

## Leben
Schneider-Taylor wurde 1960 in Westfalen geboren und studierte an der Universität zu Köln Pädagogik, Philosophie und Lateinische Philologie. 1986 promovierte sie dort mit einer Dissertation über „Johannes Schulze und das preußische Gymnasium“. Sie habilitierte sich 1999 an der Universität Bonn mit einer Habilitationsschrift über die höheren Schulen im Nationalsozialismus. Im Jahr 2007 erhielt sie einen Ruf auf die Professur für Schulpädagogik mit besonderer Berücksichtigung der Höheren Schule an der Universität Wien, wo sie auch am Zentrum für Lehrerbildung tätig war. Schneider-Taylors Forschungsinteressen lagen insbesondere im Bereich der erziehungshistorischen Forschung und der Pädagogik der höheren Schule.

## Schriften (Auswahl)
- Johannes Schulze und das preußische Gymnasium (Zugl.: Köln, Univ., Diss.), Peter Lang, Frankfurt am Main u. a. 1988, ISBN 978-3-8204-1353-3.
- Die Höhere Schule im Nationalsozialismus. Zur Ideologisierung von Bildung und Erziehung (Zugl.: Bonn, Univ., Habil.-Schr.), Böhlau, Köln/Weimar/Wien 2000, ISBN 978-3-412-03500-6.
- Jean-Jacques Rousseaus Konzeption der „Sophie“. Ein hermeneutisches Projekt, Kovač, Hamburg 2006, ISBN 978-3-8300-2493-4.
- Leitmotive des europäischen Bildungsdenkens. Pädagogische Skizzen zum Zusammenhang von Erziehung und Kultur, Kovač, Hamburg 2009, ISBN 978-3-8300-1774-5.
- mit Dorit Bosse, Franz Eberle (Hrsg.): Matura und Abitur in den Zeiten von Bologna, Beltz Juventa, Weinheim/Basel 2013, ISBN 978-3-7799-2865-2.